# WBP4
WBP4‏ (WW domain binding protein 4) هوَ بروتين يُشَفر بواسطة جين WBP4 في الإنسان.